# George Biehl
George Alex Biehl Saldías (n. Valparaíso, 24 de septiembre de 1963) es un profesor de Educación Física, exatleta y exfutbolista chileno y ayudante técnico del entrenador Ivo Basay de la Selección de fútbol sub 20 de Chile que disputó el Campeonato Sudamericano Sub-20 de 2009. Además, fue ayudante técnico de Jorge Pellicer cuando fue el entrenador de Universidad Católica y Unión Atlético Maracaibo.

## Trayectoria[1]
Su relación con el deporte se inició desde pequeño, siendo seleccionado de atletismo y de fútbol del Saint George's, en Viña del Mar y también del Físico. A los 10 años compitió vistiendo la camiseta del Club Atlético Santiago, comienzo que lo llevó a ser recordman chileno juvenil (14"7) y adulto de 110 metros con vallas (14"35). 
Además Seleccionado chileno en torneos Sudamericanos y Juegos Panamericanos Indianápolis 1987. Campeón de Chile de 110 metros vallas entre 1980 y 1987. Campeón de Chile en decatlón entre 1986 y 1987, siendo este su último año como atleta. 
En su experiencia vistió las camisetas de Audax Italiano, Santiago Wanderers, Colo-Colo, Club de Deportes Antofagasta, Coquimbo Unido y Unión Española

## Clubes
| Club                 | País  | Año       |
| -------------------- | ----- | --------- |
| Las Colinas          | Chile | 1980-1981 |
| Audax Italiano       | Chile | 1988-1990 |
| Santiago Wanderers   | Chile | 1991      |
| Colo-Colo            | Chile | 1992-1993 |
| Deportes Antofagasta | Chile | 1994      |
| Coquimbo Unido       | Chile | 1995-1998 |
| Unión Española       | Chile | 1999      |

## Palmarés

### Campeonatos nacionales
| Título           | Club           | País  | Año  |
| ---------------- | -------------- | ----- | ---- |
| Primera División | Colo-Colo      | Chile | 1993 |
| Primera B        | Unión Española | Chile | 1999 |

### Copas internacionales
| Título              | Equipo    | Año  |
| ------------------- | --------- | ---- |
| Recopa Sudamericana | Colo-Colo | 1992 |
| Copa Interamericana | Colo-Colo | 1992 |